# Holmtjärnen (Alanäs socken, Jämtland)
Holmtjärnen är en sjö i Strömsunds kommun i Jämtland och ingår i Ångermanälvens huvudavrinningsområde.